# Cornelia Nilsson

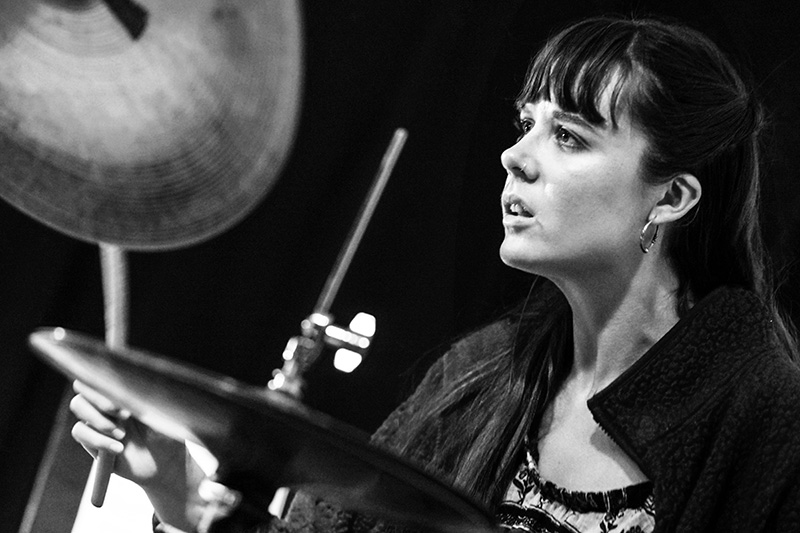
Cornelia Nilsson (2017)

Ana Lovisa Cornelia Nilsson (* 1992 in Lund) ist eine schwedische Jazzmusikerin (Schlagzeug).

## Leben und Wirken
Nilsson begann bereits im Alter von sieben Jahren Schlagzeug zu spielen. Ihr Interesse an Jazzmusik wurde geweckt, als sie als Teenager den Jazzclub Underground besuchte und dort das Spiel der Schlagzeuger analysierte. Sie bereitete sich an der Folkhögskola in Skurup auf ihr Studium vor, das sie an der Universität für Bühne und Musik in Göteborg absolvierte. Überdies erhielt sie Unterricht durch Louis Hayes.
Nilsson lebt in Kopenhagen und hat in den letzten Jahren unter anderem mit Tim Hagans, Kenny Barron, Tomas Franck und Mikael Godée gespielt. Sie ist unter anderem Mitglied des Trios von Mathias Landæus und von Thomas Markusson Open. Mit den Sisters in Jazz um Cæcilie Norby war sie auch in Deutschland zu erleben.

## Preise und Auszeichnungen
Nilsson erhielt 2019 vom Stipendienfonds von Bengt Säve-Söderbergh den Jazzpris. 2020 wurde ihr Ronnie Gardiners Auszeichnung Swedish Drummer Deserving Wider Recognition und der gutdotierten Schlagzeugerpreis des Vereins Jazz in Alingså verliehen. 2024 wurde sie mit dem Ben Webster Prize ausgezeichnet.

## Diskographische Hinweise
- Thomas Markusson: Open (Footprints 2018, mit Naoko Sakata, Staffan Svensson)[3]
- Martin Küchen & Landæus Trio: Mind the Gap of Silence (Clean Feed 2020)
- Julia Strzalek & Cornelia Nilsson: Scenery Somewhere (Frim Records 2023)[4]
- Where Do You Go? (Stunt Records 2024, mit Daniel Franck sowie Aaron Parks bzw. Gábor Bolla)[5]